# Zukunftsmanagement
Zukunftsmanagement bezeichnet die Gesamtheit der Methoden, Werkzeuge und Prozesse, die im Rahmen der Unternehmensführung eingesetzt werden, um Veränderungen der Kunden, des Marktes und der Technologien sowie die daraus erwachsenden Bedrohungen und Chancen frühzeitig zu erkennen und sie in das strategische Management einfließen zu lassen.
Zukunftsmanagement schlägt eine Brücke zwischen der Zukunftsforschung und dem strategischen Management und erleichtert so die Nutzung von Zukunftswissen und Methoden der Zukunftsforschung als unternehmerische Ressource.

## Einordnung des Begriffs
Während die Begriffe Foresight oder Vorausschau den Prozess der Beobachtung und Auswertung betonen, umfasst Zukunftsmanagement zusätzlich die Entwicklung und das Monitoring von Zukunftsstrategien. In einem weiten Verständnis ist Zukunftsmanagement, je nach Herkunft des Betrachters, der auf langfristige Zukunftsanalysen konzentrierte Teil des strategischen Managements oder der unternehmerische Teil der Zukunftsforschung.

## Mögliche Missverständnisse
Der Begriff Zukunftsmanagement kann missverstanden werden als illusionärer Versuch, das nicht beeinflussbare Umfeld eines Unternehmens zu steuern. Zukunftsmanagement zielt jedoch vielmehr darauf ab, das "Zukunftswissen" (im Sinne von Gedanken) eines Menschen oder eines Teams  (Annahmen, Szenarien, Bedrohungen, Chancen, Visionen, Ziele etc.) zu erweitern, zu ordnen, auszuwerten, zu bewerten und in sinnvolle Strategien umzusetzen. Solches "Zukunftswissen", das sowohl das Umfeld wie auch die eigene Person oder Organisation betrifft, ist zudem in der Gegenwart erfassbar und beeinflussbar, kann also gemanagt werden.
Zukunftsmanagement kann als Versprechen der vollständigen Beherrschung der Zukunft missverstanden werden. Da die Zukunft jedoch nicht vorhersehbar ist und Planungen höchst selten wie geplant umgesetzt werden können, ist es selbstverständlich, dass Zukunftsmanagement den Erfolg nicht garantieren, sondern lediglich die Erfolgsaussichten verbessern kann.